# Леонид Йовчев
Леонид Йовчев е български актьор.

## Биография[3]
Роден е на 14 ноември 1983 г. във Велико Търново. През 2007 г. завършва актьорско майсторство за драматичен театър в НАТФИЗ „Кръстьо Сарафов“ в класа на проф. Димитрина Гюрова. Удостоен е с годишната награда „НАЙ-НАЙ-НАЙ“ за актьор на випуска.
От 2007 г. до 2011 г. е част от актьорския състав на театър „Българска Армия“, а от 2011 г. до 2018 г. от този на НТ „Иван Вазов“. От 2018 г., когато напуска НТ „Иван Вазов“, е на свободна практика. От 2010 г. е основен член на „Метеор“, където играе в почти всички спектакли. От 2021 г. се присъединява към трупата на МГТ „Зад Канала"
Заедно с Ивайло Рогозинов, Тони Карабашев, Петър Мелтев, Златин Цветков и Живко Джуранов е основател и член на първата и единствена професионална трупа за импровизационен театър „ХаХаХа ИмПро Театър“.

## Актьорска практика
Играе в множество постановки в театър „Българска Армия“, НТ „Иван Вазов“, в спектакли на „Метеор“, както и в МГТ „Зад канала“, ТР „Сфумато“, театър „Възраждане“, „Червената къща“ и др. Сред най-значимите негови роли са Франк/Щайн във „Франкенщайн“ и Малдорор в „Малдорор“ на „Метеор“, Хамлет в „Хамлет“ и Гео Милев в „Гео“ в НТ „Иван Вазов“, Монахът в „Завещанието на целомъдрения женкар“ в Театър Българска Армия, Пенев във филма „Маймуна“, Мартин Сестримски във филма „Времето е наше/Разруха“.

## Преподавателска дейност
От 2017 г. до 2018 г. е ръководител на клас по актьорско майсторство, заедно с Ани Васева в Театрален колеж „Любен Гройс“. Васева и Йовчев напускат колежа през 2018 г. Бил е водещ в уъркшопи по актьорско майсторство. Участвал е като преподавател и в други форми на обучение.

## Награди
- През 2012 г. печели наградата „Икар“ на Съюза на артистите в България „за поддържаща мъжка роля“: (Мервин в „Ръкомахане в Спокан“)[2], Народен театър „Иван Вазов“.
- През 2013 г. печели „Аскеер“ за ролята на Хамлет[2]
- През 2016 г. печели наградата „Икар“ на Съюза на артистите в България „за водеща мъжка роля“, за „Малдорор“ по Лотреамон, реж. Ани Васева, Театрална група „Метеор“, Френски институт в България и за (Гео Милев) в „Гео“ по Христо Карастоянов, реж. Иван Добчев, Народен театър „Иван Вазов“
- През 2016 г. печели „Аскеер“ за ролята на Гео Милев

## Филмография
- „Жълт олеандър“ (2022) – Илия
- „Януари“ (2021) – Свещеникът
- „Времето е наше/Разруха/“ (2018) – Мартин Сестимскри
- „Маймуна“ (2016) – Пенев
- „Потъването на Созопол“ (2014) – Братът
- „Цветът на хамелеона“ (2013) – Мочуров
- „Даровете на влъхвите“ (2013) - момчето
- „Църква за вълци“ (2004) – синът

## Роли
- Хиджиката в „Хиджиката и неговият двойник“ от Ани Васева, Боян Манчев и Леонид Йовчев[4]
- Хофман/Ото и Разказвач в „Хофман“, по мотиви от Е.Т.А. Хофман, реж. Ани Васева
- Актьор в „Пиеса за нас“ от Ани Васева и Боян Манчев, реж. Ани Васева
- Дяволът в „Пътуване към Ада“ от Боян Манчев, реж. Ани Васева
- Актьор в „Тотална щета“ от Ани Васева, реж. Ани Васева
- Лъвкрафт в „Лъвкрафт“ от Ани Васева, реж. Ани Васева
- G38 в „Червената планета“ от Георги Тенев, реж. Ани Васева
- Малдоро/Лотреамон в „Малдорор“, по „Песните на Малдорор“ от Лотреамон, реж. Ани Васева
- Гео Милев в „Гео“, по романа на Христо Карастоянов „В една и съща нощ“, реж. Иван Добчев
- Актьор в „Пиеса за теб“ от Ани Васева, реж. Ани Васева
- Орце Попйорданов в „Солунските съзаклятници“ от Георги Данаилов, реж. Стоян Радев
- Актьор във „Фаетон: Изверги“ – текст Боян Манчев по „Метаморфози“ на Овидий, реж. Ани Васева
- Актьорът във „Всичко ни е наред“ от Дорота Масловска, реж. Десислава Шпатова
- Докторът в „Портрет на една мадона“ от Тенеси Уилямс, реж. Димитър Сарджев
- Актьорът в „Робин“ от Анна Топалджикова; реж Тея Сугарева
- Саяпин в „Лов на диви патици“ от Александър Вампилов, реж. Юрий Бутусов
- Хамлет в „Хамлет“ от Уилям Шекспир, реж. Явор Гърдев
- Франк/Щайн във „Франкенщайн“ от Боян Манчев и Ани Васева, по мотиви от Мери Шели, реж. Ани Васева
- Братът/актьор в „Откат“ от Захари Карабашлиев, реж. Стайко Мурджев
- Шутът в „Както ви харесва“ от Уилям Шекспир, реж. Красимир Спасов
- Мервин в „Ръкомахане на Спокан“ от Мартин Макдона, реж. Явор Гърдев
- Бобчински в „Ревизор“ от Н. В. Гогол, реж. Мариус Куркински
- Куриерът в „След дъжда“ от Серджи Белбел, реж. Николай Ламбрев-Михайловски
- Актьор в „Пиеса за умиране“ от Боян Манчев и Ани Васева, реж. Ани Васева
- Тодор Белопитов в „Да отвориш рана“ от Боян Папазов, реж. Иван Добчев
- Монахът в „Завещанието на целомъдрения женкар“ от Анатолий Крим, реж. Ивайло Христов
- Изабела, Яго, Макбет в „Мяра за мяра“ от Уилям Шекспир, реж. Лилия Абаджиева
- Разказвачът в „Първа любов“ от Самюел Бекет, реж. Нина Боянова
- Момчето в „Тя без любов и смърт“ от Едвард Разински, реж. Николай Ламбрев-Михайловски
- Лен в „Джуджетата“ от Харолд Пинтер, реж. Добромир Цветков
- Марио в „Игра на любовта и случая“ от Пиер Карле де Мариво, реж. Красимир Спасов
- Актьор в „Хамлетмашина“ от Хайнер Мюлер, реж. Бернхард Ойстершулте
- Атилио в „Събота, Неделя, Понеделник“ от Едуардо де Фелипо
- Джеф – „Предградие“ от Ерик Богосян